# Luther Tucker
Luther Tucker, född den 20 januari 1936 i Memphis, Tennessee, död den 18 juni 1993 i Greenbrae i Marin County, Kalifornien, var en amerikansk bluesgitarrist som var en mycket anlitad studiomusiker och "sidekick" i Chicago under 1950- och 1960-talen (på 1970-talet flyttade han till Kalifornien). Han studerade under Robert Lockwood Jr. och har sedan spelat, främst som kompgitarrist, med Little Walter (i sju år), B.B. King, Sonny Boy Williamson II, Jimmy Rogers, Pat Hare, Elmore James, Otis Rush, Muddy Waters, John Lee Hooker, James Cotton, Robben Ford och Elvin Bishop.